# Żółcień 2G
Żółcień 2G, E107 – organiczny związek chemiczny, żółty spożywczy barwnik azowy, używany m.in. do barwienia majonezu.

## Zagrożenia
Żółcień 2G jest barwnikiem azowym, a zatem może powodować alergię oraz reakcję nietolerancji (szczególnie u astmatyków oraz osób cierpiących na nietolerancję salicylanów). U dzieci może wywoływać nadpobudliwość.

## Regulacje prawne
Stosowanie tego barwnika jest zabronione w Austrii, Japonii, Norwegii, Szwecji, Szwajcarii i USA. Z krajów Unii Europejskiej tylko Wielka Brytania korzysta z niego do celów spożywczych, więc UE proponuje wprowadzenie całkowitego zakazu stosowania w obrębie krajów Unii.